# João Vitti
João Luiz Vitti (Piracicaba, 30 de outubro de 1967) é um ator brasileiro. Celebre como protagonista de Despedida de Solteiro, O Direito de Nascer e Essas Mulheres.

## Carreira
Iniciou sua carreira teatral em 1983 ao ingressar, por influência das aulas de História do Teatro, ministradas no Colégio Salesiano Dom Bosco em Piracicaba, no Grupo Teatral Shekyspira. Seu primeiro personagem em teatro foi Pedro Rocha Teixeira da peça A Escola, de Miguel M. Abrahão. Seu primeiro prêmio como melhor ator se deu em 1984 durante o 3º FESTE (Festival Salesiano de Teatro Educativo) do estado de São Paulo com o personagem Tom, da peça Pássaro da Manhã de Miguel M. Abrahão. Em sua carreira no teatro, fez apenas uma única peça infantil: Joãozinho Anda Pra Trás, de Lúcia Benedetti.
Seu trabalho na peça teatral O Concílio do Amor, dirigida por Gabriel Vilela em 1989, deu-lhe a chance de obter o primeiro convite, feito por Reynaldo Boury, para novelas da Rede Globo. Ao protagonizar o personagem Xampu, de Despedida de Solteiro, ganhou fama nacional, sendo que, até hoje, é lembrado por esse papel.

## Vida pessoal
Durante a adolescência morou nos Estados Unidos, onde jogava futebol profissionalmente na categoria sub-15. João se formou na primeira turma de artes cênicas da Universidade Estadual de Campinas (UNICAMP), em 1989. Em 1994 começou a namorar a atriz Valéria Alencar, e foram viver juntos 6 meses após. O pedido de casamento veio dia 28 de outubro, exatos 25 anos após. Um ano antes, em 2 de novembro de 1995, nasce o primeiro filho do casal, o ator Rafael Vitti. Em 18 de julho de 1997 nasce o segundo filho, o também ator Francisco Vitti.

## Filmografia

### Televisão
| Ano  | Título                                   | Personagem                   | Notas                                     |
| ---- | ---------------------------------------- | ---------------------------- | ----------------------------------------- |
| 1989 | Que Rei Sou Eu?                          | Bailarino                    | Episódio: "16 de setembro"                |
| 1990 | Boca do Lixo                             | Bandido                      | Episódio: "27 de julho"                   |
| 1990 | Brasileiras e Brasileiros                | Lutador                      | Episódios: "19 de novembro"               |
| 1992 | Perigosas Peruas                         | Jonathan                     |                                           |
| 1992 | Despedida de Solteiro                    | Matheus Souza Bastos (Xampu) | Episódios: "1–18 de junho"                |
| 1993 | De Corpo e Alma                          | Fernando Azevedo (Nando)     | Episódios: "1–5 de março"                 |
| 1993 | Você Decide                              | Taxista                      | Episódio: "Ser ou não ser"                |
| 1993 | A Justiça dos Homens                     | Alex                         | Episódio: "O Filho Mais Querido"          |
| 1994 | Éramos Seis                              | Lúcio D'Angelo               |                                           |
| 1996 | O Campeão                                | Weber Oliver                 |                                           |
| 1997 | A Filha do Demônio                       | Marcelo / Demônio            |                                           |
| 1997 | Direito de Vencer                        | Tchesco Lucilli              |                                           |
| 1999 | Ô... Coitado!                            | Carlos Eduardo               | Episódio: " Plumas e Pneus"               |
| 2000 | O Cravo e a Rosa                         | Serafim Amaral Tourinho      |                                           |
| 2001 | O Direito de Nascer                      | Dom Jorge Luís Belmonte      |                                           |
| 2004 | Um Só Coração                            | Abílio Pereira de Almeida    | Episódio: "8 de abril"                    |
| 2005 | Essas Mulheres                           | Paulo Silva de Macedo        |                                           |
| 2006 | Avassaladoras: A Série                   | Celso Steiner                | Episódio: "O Sexo e a Idade"              |
| 2006 | Alta Estação                             | Gustavo Pereira Teles        |                                           |
| 2007 | Luz do Sol                               | Gregório Mendes Corrêa       | Episódios: "8–27 de novembro"             |
| 2010 | Uma Rosa com Amor                        | Carlos Vasconcelos           |                                           |
| 2011 | Sansão e Dalila                          | Mensageiro                   | Episódios: "4–6 de janeiro"               |
| 2011 | Vidas em Jogo                            | João Pereira Moraes          | Episódio: "3 de maio"                     |
| 2012 | Rei Davi                                 | Joabe                        |                                           |
| 2012 | Rebelde                                  | Bob Nelson                   | Episódios: "28 de setembro–12 de outubro" |
| 2014 | Milagres de Jesus                        | Fídeas                       | Episódio: "A Cura do Servo do Centurião"  |
| 2015 | Malhação Sonhos                          | Marcus Figueiredo            | Episódio: "7 de abril"                    |
| 2015 | Não Se Apega Não                         | Marcos Freitas               | Episódio: "2"                             |
| 2015 | A Saga da Terra Vermelha Brotou o Sangue | Audálio dos Anjos            |                                           |
| 2015 | Na Mira do Crime                         | Delegado Luciano Amaral      |                                           |
| 2016 | Sol Nascente                             | Padre Julião                 | Episódios: "3–21 de março"                |
| 2017 | Questão de Família                       | Lauro Soares                 | Episódio: "Proteção"                      |
| 2017 | Cidade Proibida                          | Lourenço                     | Episódio: "Caso Lídia"                    |
| 2017 | Perrengue                                | Marcelo de Castro            |                                           |
| 2019 | Super Chef Celebridades                  | Participante                 | Temporada 8                               |
| 2020 | Detetives do Prédio Azul                 | Marcello                     | Episódio: "7"                             |
| 2022 | Além da Ilusão                           | Arnaldo Jardim               | Episódio: "7 de fevereiro"                |
| 2022 | Tudo Igual...SQN                         | Fabrício Fernandes           |                                           |
| 2024 | Pedaço de Mim                            | Vicente                      |                                           |
| 2024 | Volta por Cima                           | José da Cruz                 | Episódios: "9–16 de outubro"              |

### Filmes
| Ano  | Título                | Personagem | Notas                                                            |
| ---- | --------------------- | ---------- | ---------------------------------------------------------------- |
| 1995 | A Desforra da Titia   | Titin      | Curta-metragem                                                   |
| 2005 | Amor de Mula          | [ 8 ]      | Curta-metragem                                                   |
| 2014 | O Lucro Acima da Vida | Mattos     | Melhor Ator Coadjuvante Festival Internacional de Cinema Cristão |
| 2015 | Nocaute               | [ 9 ]      | Curta-metragem                                                   |
| 2016 | Fim                   | “O Autor”  | Curta-metragem                                                   |
| 2016 | Cães Famintos         | Ronaldo    |                                                                  |
| 2019 | Eu Sou Brasileiro     | João       |                                                                  |

## Teatro
| Ano  | Título                                      | Autor               |
| ---- | ------------------------------------------- | ------------------- |
| 1983 | A Escola                                    | Miguel M. Abrahão   |
| 1984 | Pássaro da Manhã                            | Miguel M. Abrahão   |
| 1984 | Joãozinho Anda Pra Trás                     | Lúcia Benedetti     |
| 1989 | Concílio do Amor                            | Oskar Panizza       |
| 1989 | O Barco Bêbado                              | Leila Míccolis      |
| 1993 | Angels in America                           | Tony Kushner        |
| 1996 | Budro                                       | Bosco Brasil        |
| 1997 | A Comédia dos Erros                         | William Shakespeare |
| 1999 | Gato por Lebre                              | Georges Feydeau     |
| 2000 | Tudo no Escuro                              | Peter Shaffer       |
| 2001 | Pólvora e Poesia                            | Alcides Nogueira    |
| 2001 | Souvenirs                                   | Fernando Bonassi    |
| 2005 | As Traças da Paixão                         | Alcides Nogueira    |
| 2006 | O Pequeno Eyolf                             | Henrik Ibsen        |
| 2007 | A Prostituta Respeitosa                     | Jean Paul Sartre    |
| 2009 | Espia a Mulher que se mata                  | Daniel Veronese     |
| 2009 | De Artista e Louco, Todo Mundo Tem um Pouco | Ronaldo Ciambroni   |